# Javier Hernández Gutiérrez
Javier Hernández Gutiérrez (sinh ngày 1 tháng 8 năm 1961 tại Guadalajara, Jalisco, México) là một cựu cầu thủ bóng đá người Mexico hiện nay đã giải nghệ.

## Sự nghiệp cấp câu lạc bộ
Hernández đã từng thi đấu cho Tecos, Puebla de la Franja, Monarcas Morelia và cả ba đều là những câu lạc bộ của México.

## Sự nghiệp quốc tế
Ông đã từng ba lần thi đấu cho U-20 Mexico tại FIFA World Youth Championship 1979. Javier là một thành viên của đội tuyển Mexico đã lọt vào đến vòng tứ kết ở World Cup 1986 và cũng là một thành viên của thế hệ bị cấm thi đấu từ World Cup 1990 do việc sử dụng người chơi vượt qua độ tuổi quy định tại World Cup U-20.

## Sự nghiệp huấn luyện viên
Hernández từng là huấn luyện viên trước đó của đội dự bị Guadalajara. Ông đã xin phép nghỉ việc để xem con trai ông Javier Hernández Balcázar chơi ở World Cup 2010 cho Mexico. Sau khi được sự cho phép của ban lãnh đạo, ông quyết định từ bỏ công việc huấn luyện của mình bên đội dự bị của Guadalajara để xem con trai ông chơi bóng.

## Cuộc sống cá nhân
Hernández là cha của Javier Hernández Balcázar, người cũng là một cầu thủ của đội tuyển Mexico và đang là cầu thủ của câu lạc bộ bóng đá Sevilla trong giải đấu La Liga của Tây Ban Nha.Hernández cũng là con trai trong luật pháp của Tomás Balcázar, người từng chơi cho C.D. Guadalajara và tại World Cup 1954 cho đội tuyển Mexico.